# Saint-Claude (Guadeloupe)
Saint-Claude is een gemeente in Guadeloupe op het eiland Basse-Terre, en telde 10.731 inwoners in 2019. De oppervlakte bedraagt 34 km². Het bevindt zich ongeveer 4 km ten noordoosten van de hoofdstad Basse-Terre.

## Geschiedenis
Saint-Claude bevindt zich aan de westelijke flank de vulkaan La Grande Soufrière. Het is in 1858 vernoemd naar de Jezuïet Joseph de Saint-Claude, en is met een gemiddelde hoogte van 550 meter de hoogste plaats van het eiland. Het is ook de enige gemeente die niet aan de kust ligt.
In 1656 werd het gebied gekoloniseerd. Parc, in de huidige plaats Matouba, werd gesticht als residentie van de gouverneur Charles Houël. In 1768 werd Parc een parochie. In 1844 werd een weg aangelegd van Basse-Terre naar het militaire kamp Jacob en Matouba. In 1853 werd een ziekenhuis gebouwd bij Camp Jacob en een dorp ontwikkelde zich dat het administratieve centrum van de gemeente werd. Op het voormalige militair kamp bevindt zich tegenwoordig de Universiteit van de Frans Antillen. Sinds 1989 is een groot deel van de gemeente onderdeel van het Nationaal Park Guadeloupe.

## Bains Jaunes
Bains Jaunes zijn warmwaterbronnen die zich op een hoogte van 950 meter bevinden. Het was in 1887 gesticht als militair kampement. De baden hebben een temperatuur tussen de 26 en 30°C en hebben zwavelhoudend water.

## Geboren
- Claudio Beauvue (16 april 1988), voetballer
- Sophie Commenge (4 januari 1960), stripscenarist
- Daniel Jérent (4 juni 1991), schermer
- Méline Nocandy (25 februari 1998), handbalster

## Galerij

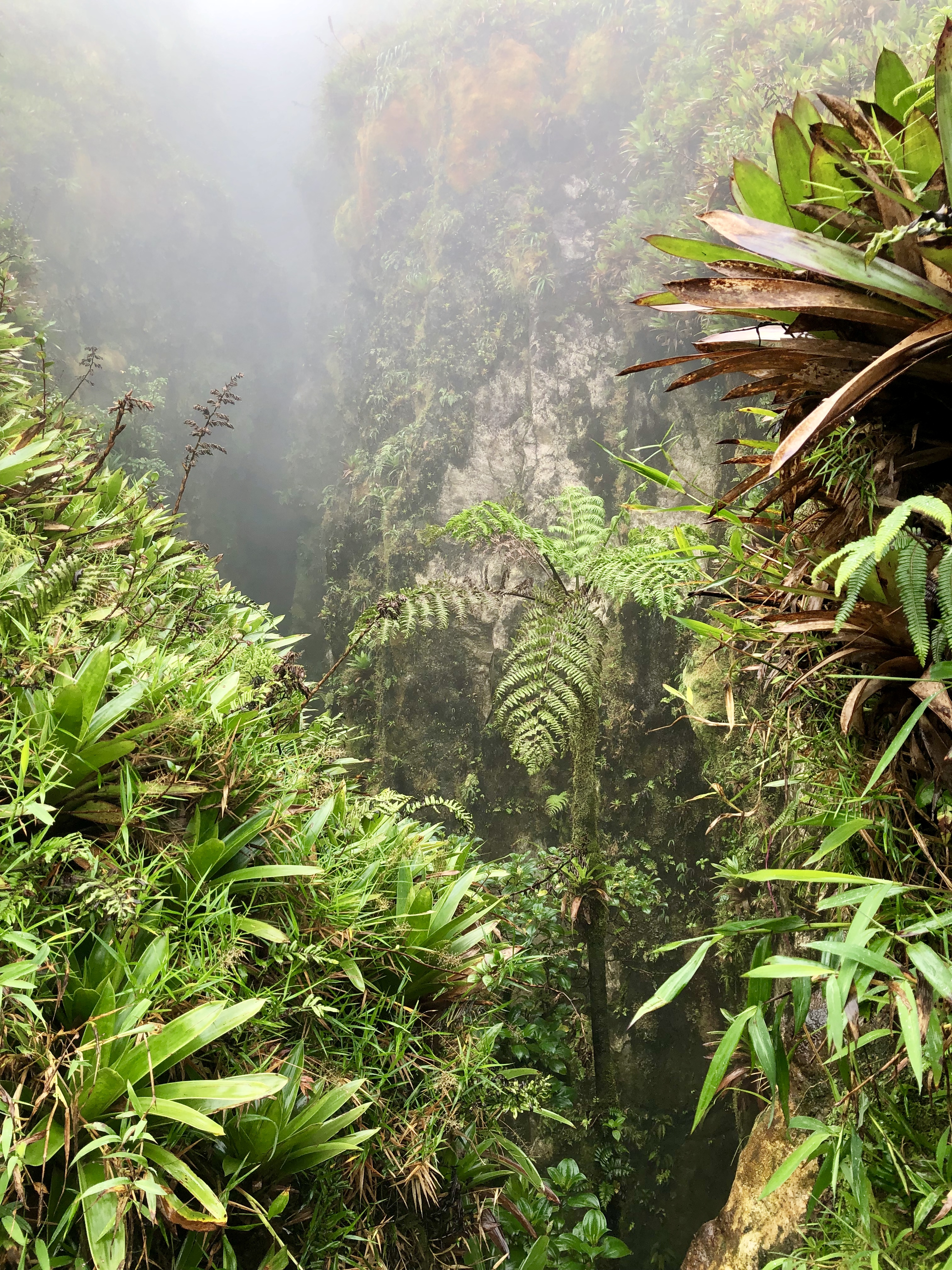
Rift bij de vulkaan La Grande Soufrière
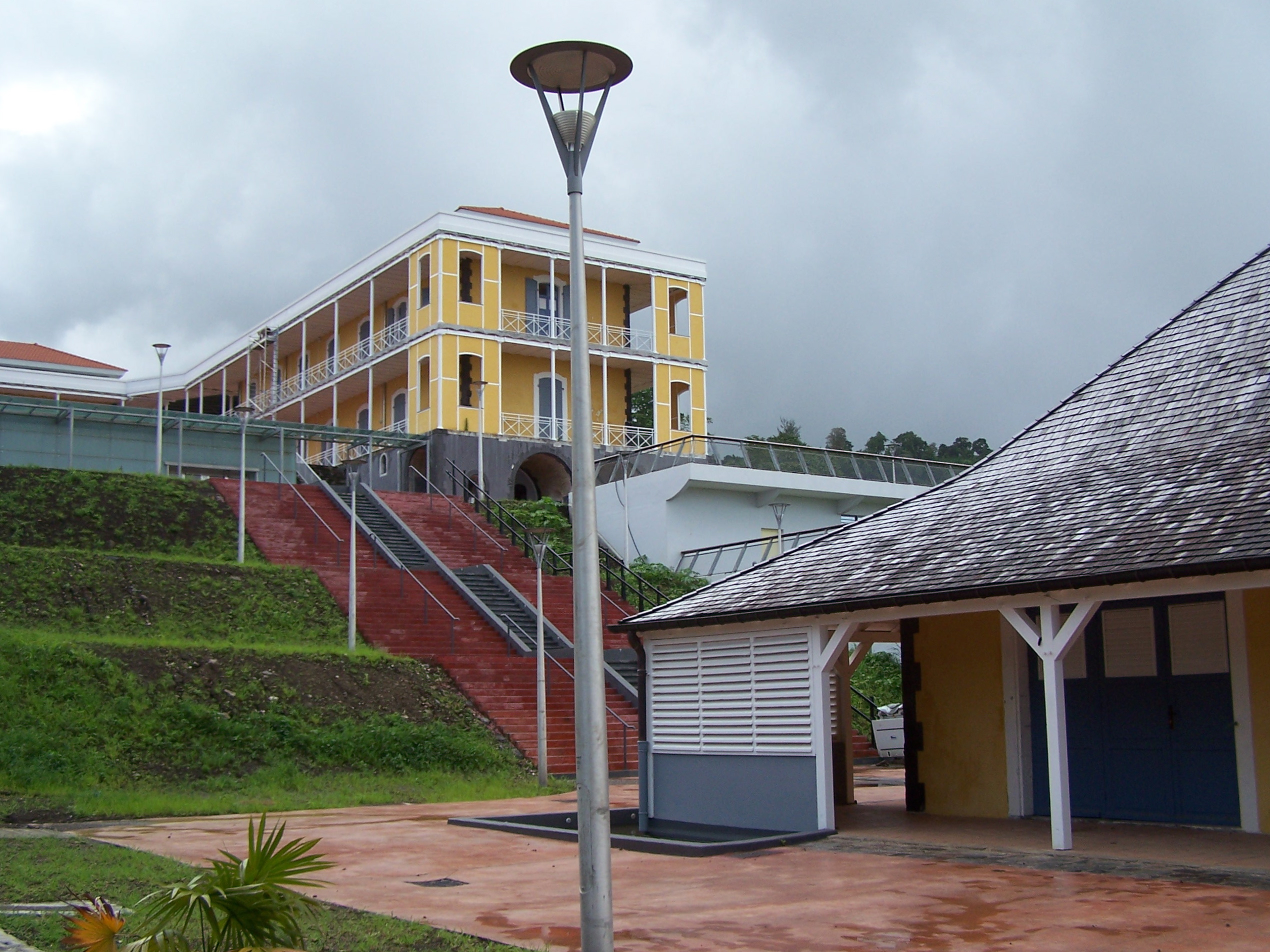
Kamp Jacob
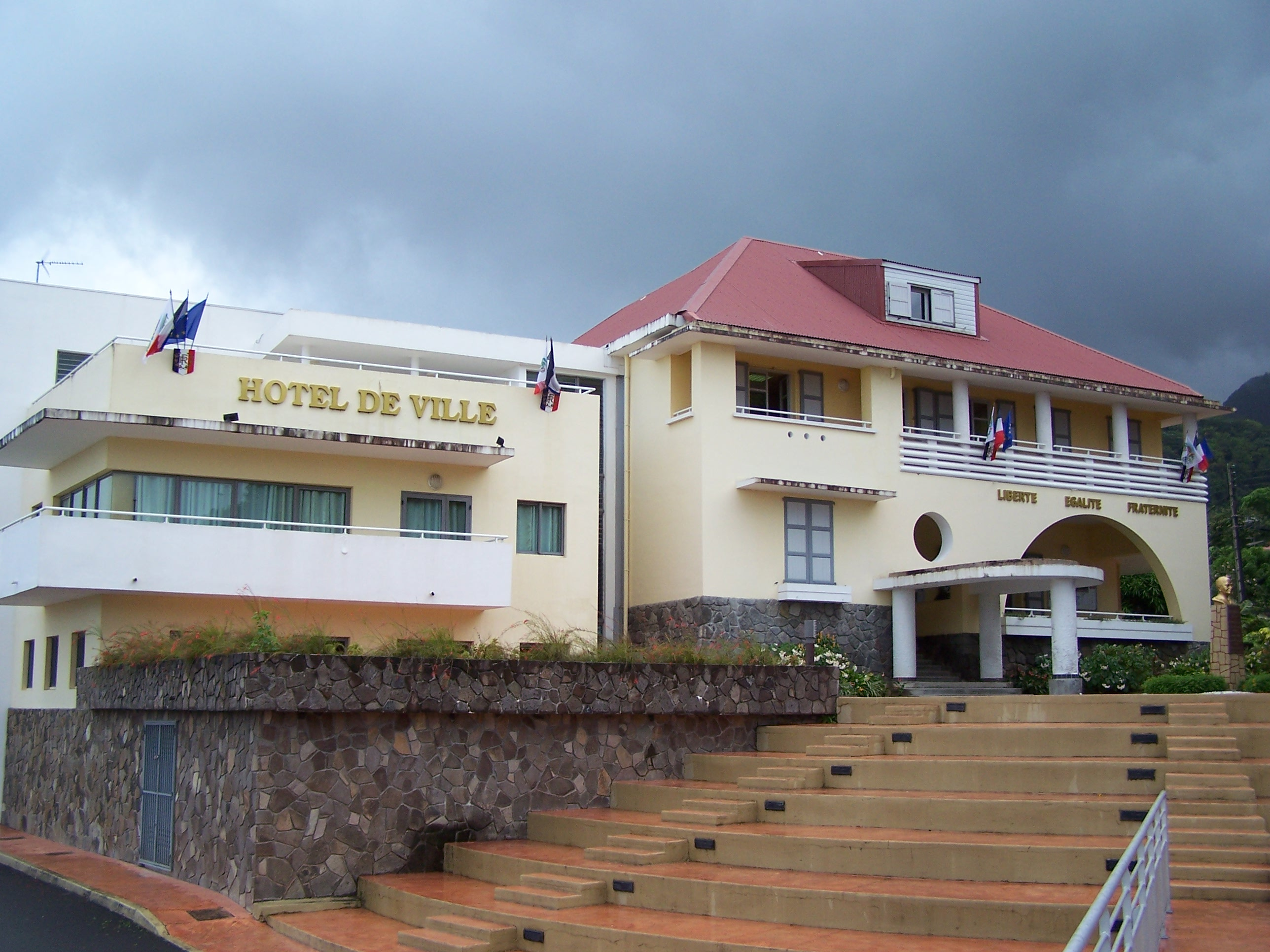
Gemeentehuis
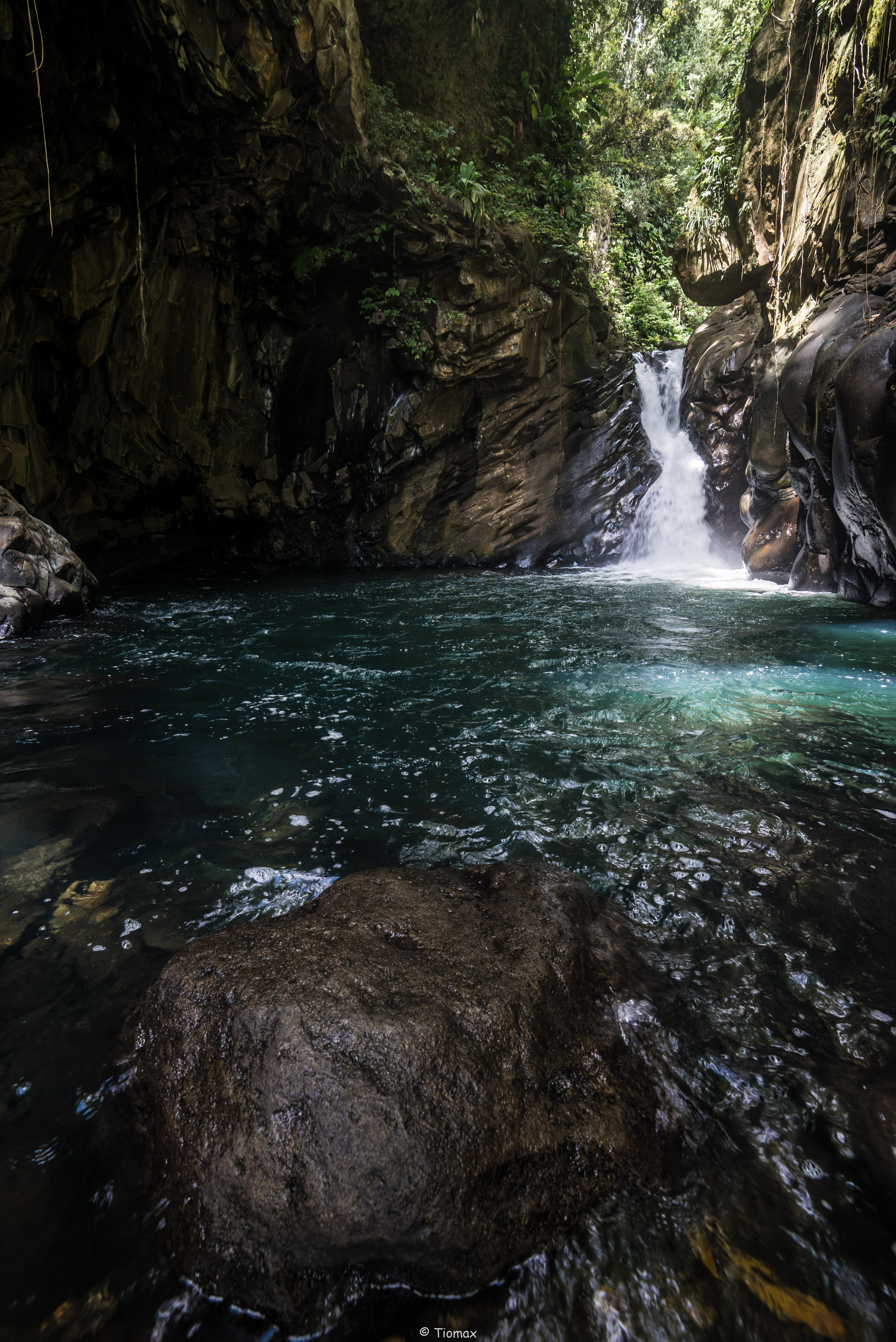
Waterval Saut de Matouba